# Cravo Norte
Cravo Norte je rijeka u Kolumbiji, lijeva pritoka rijeke Casanare. Pripada porječju rijeke Orinoco.